# الأمير شلودفيغ
الأمير شلودفيغ (بالألمانية: Prinz Chlodwig zu Hohenlohe-Schillingsfürst) سياسي ألماني (31 مارس 1819-6 يوليو 1901). تولى منصب المستشار في الإمبراطورية الألمانية الثالث من 26 أكتوبر 1894 إلى 17 أكتوبر 1900.

## روابط خارجية
- الأمير شلودفيغ على موقع الموسوعة البريطانية (الإنجليزية)
- الأمير شلودفيغ على موقع إن إن دي بي (الإنجليزية)